# Graben

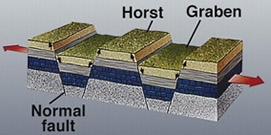
Representação esquemática de um graben e de um horst (imagem do USGS).

Graben, também conhecido como fossa tectónica ou vale tectónico, é a designação dada em geologia estrutural a uma depressão de origem tectónica, geralmente com a forma de um vale alongado com fundo plano, formada quando um bloco de território fica afundado em relação ao território circundante em resultado dos movimentos combinados de falhas geológicas paralelas ou quase paralelas.
Em contextos geotectónicos alargados (isto é em estruturas com centenas ou milhares de quilómetros de extensão) os graben são por vezes designados por vales de rift (ou, aportuguesado, de vales de rifte).

## Características
A palavra "graben" é de origem alemã, língua em que significa escavação ou vala.
A formação de um graben resulta do afundamento  de um bloco, formando uma estrutura que se distingue dos vales de origem erosiva pela presença de escarpas de falha em ambos os lados da zona deprimida. Dada a sua origem tectónica, os graben estão frequentemente associados a estruturas complexas onde se alternam as zonas deprimidas (os graben) e as zonas levantadas (os horst), em faixas com relativo paralelismo. Os grabens são estruturas que compõem grande parte das bacias sedimentares do mundo.
Uma variante do graben é o hemi-graben, constituído por apenas uma falha geológica (ao invés de duas), basculando um bloco e também gerando uma depressão inclinada.

## Exemplos de graben
- O Vale do Reno a norte de Basileia, Suíça;
- O Vale da Morte na Califórnia, Estados Unidos;
- O Ramo Grande, na ilha Terceira, Açores (na realidade é um troço emerso do Rift da Terceira, que se estende pelo fundo do Atlântico por centenas de quilómetros.
- Baía de Guanabara, estado do Rio de Janeiro, Brasil.